# Thomas Southcliffe Ashton
Thomas Southcliffe Ashton (1889–1968) va ser un historiador de l'economia anglès. Va ser professor d'història de l'economia a la London School of Economics de la the Universitat de Londres des de 1944 fins a 1954, i Emeritus Professor fins a la seva mort el 1968. La seva obra més coneguda és el manual publicat el 1948 The Industrial Revolution (1760–1830), on expressava u punt de vista positiu pels beneficis de l'era de la Revolució Industrial.
Va fer donació de diners per tal d'instituir el premi anual T. S. Ashton Prize, de l' Economic History Society. Actualment és de £750 per l'autor del millor article acceptat per a ser publicat a la revista Economic History Review en els dos anys anteriors.
Segons una revelació feta per la BBC el gener de 2012, Ashton refusà el seu nomenament de cavaller l'any 1957.

## Obres
Les seves publicacions cobreixen l'economia del segle xviii i inclouen les indústries del ferro, l'acer i el carbó:
- Iron and Steel in the Industrial Revolution (1924)
- The Coal Industry (with Joseph Sykes) (1929)
- Economic and Social Investigations in Manchester 1833–1933 (1934)
- An Eighteenth-Century Industrialist: Peter Stubs of Warrington 1756 – 1806 (1939)
- The Industrial Revolution (1760–1830) (1948, 1997) online edition
- An Economic History of England: the Eighteenth Century (1955) online edition
- Economic Fluctuations in England 1700–1800 (1959)
- English Overseas Trade Statistics 1697–1808 (1960), by E. B. Schumpeter, edited by T. S. Ashton